# Purwosari (Bandar)
Purwosari is een bestuurslaag in het regentschap Bener Meriah van de provincie Atjeh, Indonesië. Purwosari telt 1024 inwoners (volkstelling 2010).